# Kreis Oldenburger Eisenbahn

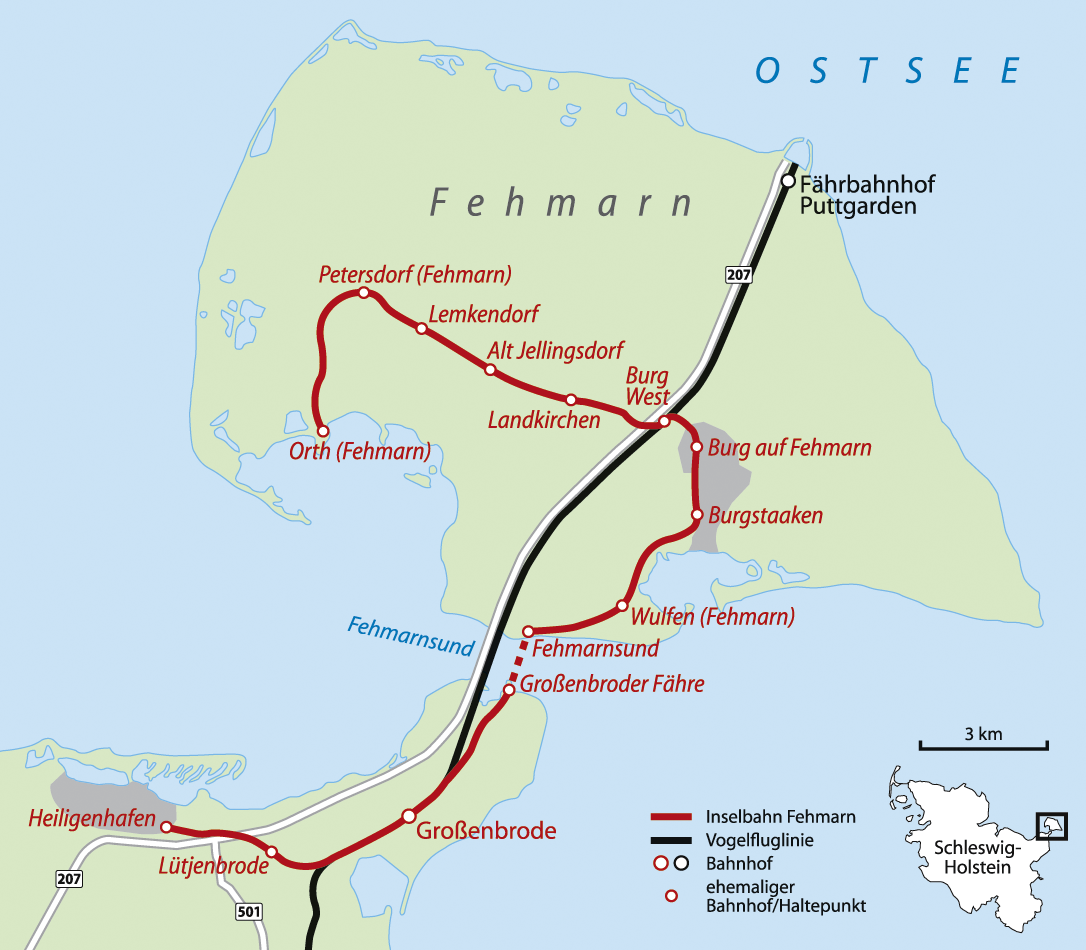
KOE:Heiligenhafen-Großenbrode-Orth

Die Kreis Oldenburger Eisenbahn-Gesellschaft (KOE)  wurde am 13. Mai 1880 in Oldenburg in Holstein gegründet. Die Hälfte des Kapitals zeichnete der Kreis Oldenburg in Holstein in der preußischen Provinz Schleswig-Holstein, die andere Hälfte übernahmen der preußische Staat und die Altona-Kieler Eisenbahn-Gesellschaft (AKE). Für diese bildete die KOE eine Fortsetzung ihrer seit dem 31. Mai 1866 von Eutin nach Neustadt in Holstein führenden Strecke.

## Streckennetz

### Stammstrecke Neustadt–Heiligenhafen
Die erste Teilstrecke der KOE von Neustadt bis Oldenburg (23 km) wurde am 30. September 1881 eröffnet. Erst am 17. Januar 1898 folgte die Fortsetzung nach Lütjenbrode und Heiligenhafen (20 km).
Eine direkte Verbindung von Lübeck nach Neustadt fehlte jahrzehntelang; erst am 1. Juni 1928 wurde sie von der Deutschen Reichsbahn hergestellt.
Bahnhöfe:
- (km 0,00) Neustadt (Holst), eröffnet 1866, heute Ausweichanschlussstelle (Awanst) mit Haltepunkt (Hp)
- (km 5,31) Hasselburg, Hp, stillgelegt
- (km 9,21) Groß Schlamin, stillgelegt
- (km 11,31) Beschendorf, heute Hp ohne Personenverkehr
- (km 15,80) Lensahn
- (km 17,94) Grüner Hirsch, Hp, stillgelegt
- (km 23,13) Oldenburg (Holst)
- (km 24,05) Oldenburg (Holst) Stadt, Hp, stillgelegt
- (km 27,46) Göhl, heute ohne Personenverkehr
- (km 32,30) Heringsdorf (Holst), heute ohne Personenverkehr
- (km 35,24) Neukirchen (Holst), heute ohne Personenverkehr
- (km 39,55) Lütjenbrode, stillgelegt
- (km 43,55) Heiligenhafen, stillgelegt

### Kleinbahn Lütjenbrode–Orth
Die KOE war auch Eigentümerin der Kleinbahn Lütjenbrode–Orth, die seit dem 23. Oktober 1903 eine 7 km lange normalspurige Strecke vom Bahnhof Lütjenbrode der KOE zur Großenbroder Fähre betrieb. Von dort stellte eine bahneigene Dampf-Fähre die Verbindung über den Fehmarnsund zur Insel Fehmarn her. Ab dem 8. September 1905 schloss sich daran eine 22 km lange Strecke über Burg bis Orth im Südwesten der Insel an.
Die meisten Kleinbahnzüge begannen bereits im Bahnhof Heiligenhafen. Für den Abschnitt auf Fehmarn gab es eigene Lokomotiven, die in Burg stationiert waren, so dass auf der Fähre nur die Wagen befördert zu werden brauchten.
Bahnhöfe auf dem Festland:
- (km 0,00) Lütjenbrode, stillgelegt
- (km 3,04) Großenbrode
- (km 7,10) Großenbroder Fähre, stillgelegt
- An einem Anschlussgleis in Großenbrode bestand von 1951 bis 1963 der Bahnhof Großenbrode Kai.

Bahnhöfe auf Fehmarn; alle sind heute stillgelegt, die entsprechenden Orte gehören zur Stadt Fehmarn:
- (km 0,00) Fehmarnsund
- (km 2,57) Wulfen (Fehmarn), Hp
- (km 5,30) Burgstaaken, Hp
- (km 7,33) Burg (Fehmarn)
- (km 10,68) Landkirchen
- (km 12,78) Alt Jellingsdorf, Hp
- (km 14,80) Lemkendorf
- (km 16,89) Petersdorf (Fehmarn)
- (km 20,79) Orth (Fehmarn)

## Betriebsführung
Die Betriebsführung auf den Strecken der KOE lag zunächst in den Händen der AKE, die auch die Fahrzeuge stellte. Mit dem Ende der AKE (1887) ging sie am 1. November 1888 auf die Königliche Eisenbahndirektion Altona der Preußischen Staatsbahn über und ab 1923 auf die Reichsbahndirektion Schwerin der Deutschen Reichsbahn-Gesellschaft. Zum 1. Januar 1925 schloss die KOE jedoch einen Betriebsführungsvertrag mit der Elmshorn-Barmstedt-Oldesloer Eisenbahn ab und übernahm am 1. Juli 1931 schließlich selbst wieder die Betriebsführung und beschaffte dazu eigene Fahrzeuge.

## Verstaatlichung
Im Zuge der Planung einer als „Vogelfluglinie“ bezeichneten Eisenbahnverbindung von Deutschland nach Dänemark erwarb die Deutsche Reichsbahn am 31. Juli 1941 den Gesamtbetrieb der KOE. Deren Hauptaktionäre waren – nach dem Ausscheiden der AKE – zu diesem Zeitpunkt immer noch der Kreis Oldenburg mit 52 % und Preußen mit 41 %. Die „Verreichlichung“ (Verstaatlichung) der KOE erfolgte rückwirkend zum 1. Januar 1941.
Die Vogelfluglinie wurde erst nach dem Zweiten Weltkrieg vollendet und am 15. Mai 1963 von der Deutschen Bundesbahn in Betrieb genommen. Das führte zu einer Bevorzugung des Fernverkehrs gegenüber dem regionalen Verkehr. Der Betrieb auf dem Streckenabschnitt Lütjenbrode–Heiligenhafen wurde am 30. Mai 1976 im Personenverkehr, am 1. November 1984 im Güterverkehr eingestellt. Die Einstellung der Kleinbahnstrecken auf der Insel Fehmarn war im Sommer 1984 bei den Personenzügen und vier Jahre später bei den Güterzügen abgeschlossen.
Vom Streckennetz der KOE ist heute nur noch der Abschnitt von Neustadt über Oldenburg bis südlich von Lütjenbrode als Teil der Vogelfluglinie in Betrieb. Dort schließt sich eine Neubaustrecke an, die die Kleinbahntrasse am Bahnhof Großenbrode und westlich von Burg tangiert und in Puttgarden endet.
Die nördliche Einfahrt zum Neustädter Bahnhof wurde am 1. Dezember 1968 ebenfalls aufgegeben. Züge von Oldenburg nach Neustadt fuhren seitdem westlich an der Stadt vorbei, machten Kopf im Bf Neustadt (frühere Bezeichnung Neustadt Gbf) und fuhren von Süden in das Bahnsteiggleis ein. Im aktuellen Bedienungskonzept der Strecke (Dezember 2010) werden Regionalbahnen zwischen Lübeck Hbf und Bf Neustadt mit zwei Triebzügen vereinigt bedient. Nach der Trennung beider Triebwagen im Bf Neustadt fährt einer der Züge in das Bahnsteiggleis Neustadt ein und endet dort; der andere Zugteil wird (ohne Verkehrshalt in Neustadt) bis Puttgarden weitergeführt.

## Fahrzeuge

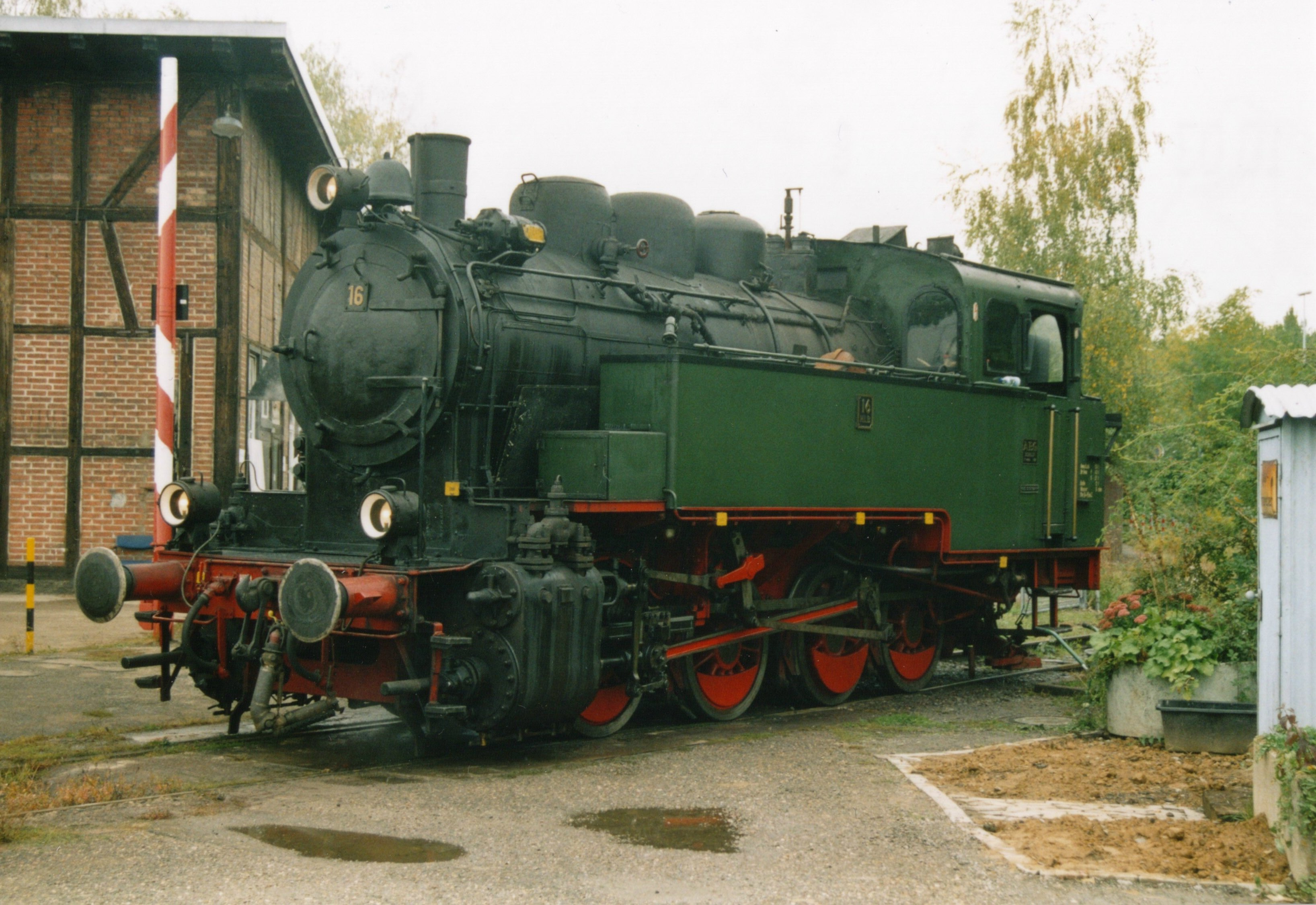
Lok GES Nr. 16, ehemalige KOE-Nr. 11

Das einzige noch vorhandene Triebfahrzeug der Kreis Oldenburger Eisenbahn ist deren Dampflokomotive Nr. 11. Die laufachslose Heißdampf-Tenderlokomotive mit vier Kuppelachsen (Bauart D-h2t) wurde 1928 bei der AEG in Hennigsdorf bei Berlin unter der Fabriknummer 4230 gebaut und 1929 an die KOE ausgeliefert.
Nach der Verstaatlichung 1941 wurde die Maschine unter der Nummer 92 442 in den Fahrzeugbestand der DR eingereiht. Sie ging 1949 als Nr. 16 an die Hohenzollerische Landesbahn und ist mit dieser Bezeichnung heute Museumslok bei der Gesellschaft zur Erhaltung von Schienenfahrzeugen e. V. (GES), Stuttgart.
Am 17. Juni 1940 erhielt die Kreis Oldenburger Eisenbahn aus einer ursprünglich für die Türkische Staatsbahn bestehenden 12 Wagen umfassende Wagenlieferung drei Stück. Die Wagen hatten einen Preis von 43.428,- RM. Bildlich belegt ist die Wagen-Nr. 18. Quelle: Werksarchiv Gottfried Lindner AG in Ammendorf bei Halle a. Saale

## Trivia
In der Bevölkerung stand KOE scherzhaft für „Komme ohne Eile“.